# Guðjón Samúelsson
Guðjón Samúelsson (16 avril 1887 - 25 avril 1950) était un architecte national islandais et le premier islandais à recevoir une formation en architecture, achevée en 1919. C'est une figure éminente de l'architecture islandaise des années 1920, alors qu'il était chargé des principaux bâtiments commandés par l'État. Ces réalisations notables sont le bâtiment principal de l'université d'Islande, le Théâtre national d'Islande, la cathédrale-basilique du Christ-Roi de Reykjavik, l'église d'Akureyri et surtout l'Hallgrímskirkja, sa plus célèbre réalisation. Il tenta à travers ses constructions de créer un style d'architecture islandais, inspiré en particulier par la géologie de l'Islande, avec par exemple les orgues basaltiques pour la façade de Hallgrímskirkja. Il construit aussi plusieurs bâtiments en milieu rural inspiré par les bâtiments traditionnels en tourbe du pays, mais ce style fut abandonné dans les années 1930.

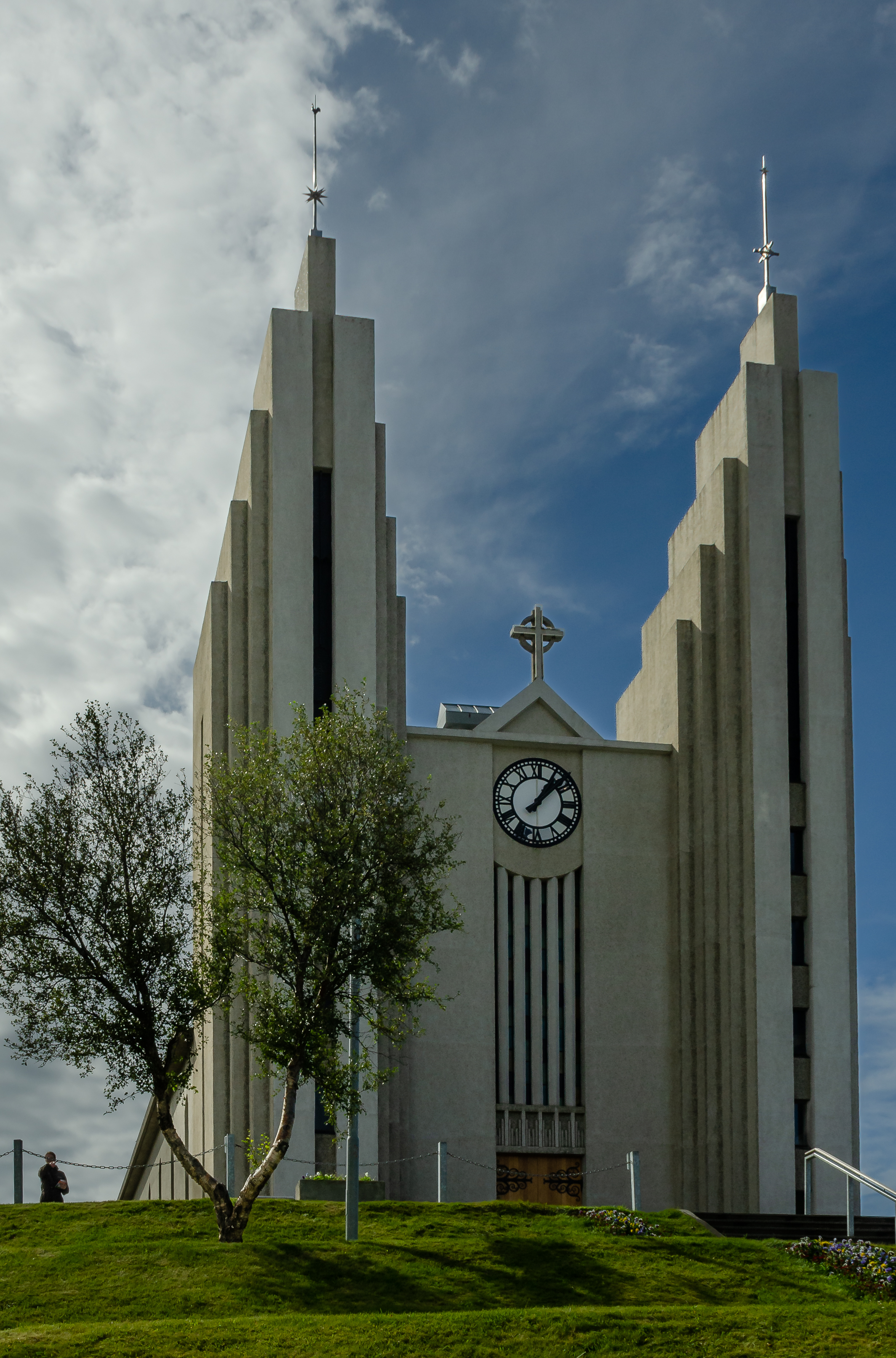
Église d'Akureyri.
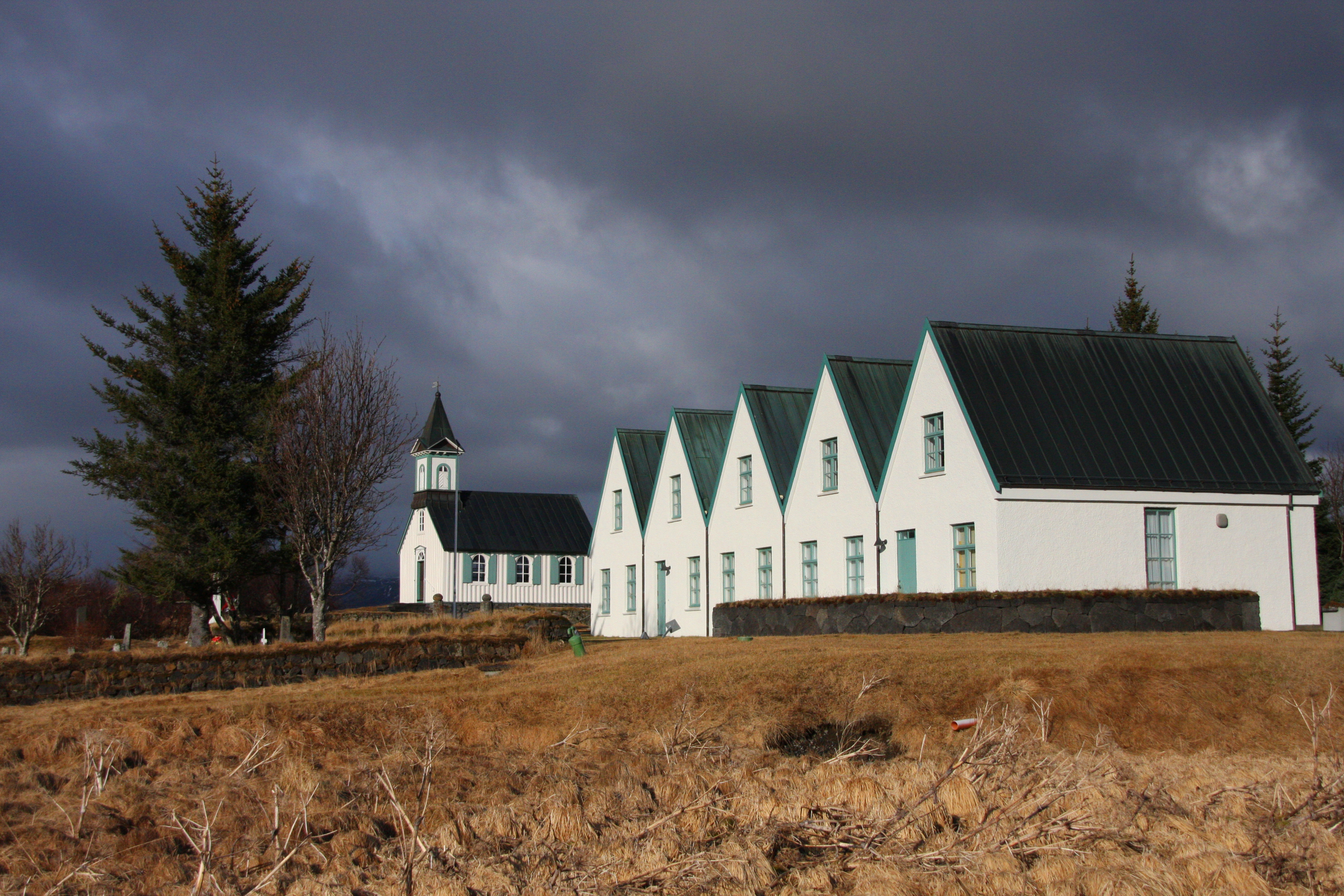
Ferme de Þingvellir avec son architecture rappelant la ferme à pignons traditionnelle en tourbe.